# 河村和登
河村 和登（かわむら かずと、1939年（昭和14年）9月25日 - ）は、山口県の政治家。元山口県周南市長。元山口県徳山市長。元山口県徳山市議会議長。山口県立徳山商工高等学校卒業。

## 経歴
- 日本精蠟社員
- 徳山市連合青年団長、山口県連合青年団副団長
- 1967年 徳山市議会議員初当選（27歳）
- 1967年-1999年 徳山市議会議員。内6期、徳山市議会議長。
- 1999年-2003年 徳山市長（59歳）
- 2003年-2007年 新設合併に伴う初代周南市長（63歳）
- 2007年 任期満了退任

## 栄典
- 1997年 藍綬褒章（自治功労）
- 2009年 旭日中綬章

## 徳山市長時代
- 1999年4月　地籍調査を開始
- 1999年6月　シティーケーブル周南で市議会テレビ中継を開始
- 1999年7月　徳山市、下松市、新南陽市、熊毛町、鹿野町の3市2町による法定合併協議会として本格的な協議を開始
- 1999年11月 徳山市中心市街地活性化基本計画をまとめる
- 1999年11月 徳山競艇場西スタンドの完成
- 2000年7月　子育て交流センター（ぞうさんの家）、ファミリーサポートセンターをオープン
- 2000年10月 徳山駅ビル（徳山ステーションビル）を徳山市で買い取り、交流拠点施設整備計画の基本方針を策定
- 2000年11月 徳山下松港に水深14メートル公共岸壁を竣工、供用開始
- 2000年12月 徳山市まちづくり総合計画を策定
- 2001年1月　政府主催のインターネット博覧会に「ふぐの魅力と地域文化を出展」
- 2001年1月　徳山市IT推進本部設置
- 2001年10月 徳山市、下松市、新南陽市、熊毛町、鹿野町による合併協議会にて、新市の名称を周南市と決定
- 2002年4月　完全学校週5日制のスタートに合わせ、「とくやま子どもサポートプランと策定」
- 2002年4月　山口エコティック（株）のごみ焼却灰処理プラントが完成、操業開始
- 2002年6月　下松市離脱により、新たに合併を前提として徳山市、新南陽市、熊毛町、鹿野町、合併協議会を設置
- 2002年8月　合併協定項目の協議調整を終了。徳山市、新南陽市、熊毛町、鹿野町の首長による合併協定調印式を開催
- 2002年8月　21コミュニティ地区で周南合併まちづくり懇談会を開催
- 2002年8月　住民基本台帳ネットワークシステムを導入
- 2002年10月 2市2町の首長、議長で県知事に合併を申請
- 2002年12月 山口県議会での周南市設置議案の可決を経て、県知事から「平成15年4月21日に2市2町を廃し、その区域に周南市を置く」とする合併定義書の交付を受ける
- 2003年2月　徳山市、新南陽市、熊毛町、鹿野町の2市2町について廃置分合に関する告示を総務大臣から受ける
- 2003年4月　徳山市閉市式を開催（4月15日）
- 2003年4月　周南市が誕生（4月21日）

## 周南市長時代
- 2003年5月　初代周南市長に就任（5月25日）
- 2003年5月　構造改革特別区域法に基づく環境対応型コンビナート特区が国の第1号として認定
- 2003年5月　徳山下松港が総合静脈物流拠点（リサイクルポート）に指定
- 2003年5月　子育て支援施策として、乳幼児医療費助成、保育料第2子目以降無料化、私立幼稚園保護者補助金を施策
- 2003年9月　全国高専アイディア対決ロボットコンテストを題材に周南市を舞台にした映画「ロボコン」（監督：古厩 智之　主演：長澤まさみ）が公開
- 2003年9月　山口県文化財保護条例による最初の有形文化財に指定された「山田家本屋」をゆかりである湯野に復元
- 2003年10月 周南地域悲願の新幹線のぞみ徳山駅停車を実現
- 2003年10月 周南市誕生記念式典にて市章デザインを決定
- 2003年10月 「中国、九州よさこい大会」を誘致
- 2004年1月　大津島フェリー新船「新大津島」を建造
- 2004年2月　環境施策指針となる「周南市地域省エネルギービジョン」を策定
- 2004年3月　コンビナート企業から公共施設（中央浄化センター）への電力供給を実現
- 2004年4月　教育、保健、福祉など、子どもに関する施策を総合調整推進する「元気子ども室」を市長部局に設置
- 2004年4月　産業の活性化や雇用創出を目指す周南市産業等活性化条例を制定
- 2004年6月　周南市地球温暖化防止まちづくり計画が内閣府の地域再生計画に策定
- 2004年12月 時代の変化に対応する行政システム構築を目指した周南市行政改革大綱を策定
- 2005年1月　県内市町村では初めてとなるISO9001の認証を取得
- 2005年2月　徳山駅周辺の都市基盤整備、中心市街地再生のための徳山駅周辺整備構想を策定
- 2005年3月　まちづくり総合計画ひと輝きプラン周南を策定
- 2005年3月　環境施策の基本となる周南市環境基本計画を策定
- 2005年4月　最新鋭情報技術を駆使した消防緊急情報指令システムの運用開始
- 2005年4月　5つの市立図書館をオンラインで結ぶ貸出検索システムを統合
- 2005年5月　元気子ども総合相談センターを開設し24間の相談体制を設置
- 2005年6月　恒久平和の確率、核兵器の廃絶を目指し非核平和都市宣言
- 2005年8月　小中学生を対象にした元気子ども会議を開催
- 2006年2月　本州唯一のナベヅル越冬地周南市八代地区に鹿児島県出水市で保護された幼鳥を移送
- 2006年4月　安全な地域社会実現を目指す周南市安心安全まちづくり条例を制定
- 2006年4月　周南市市民憲章を制定。市の木をクスノキ、市の花をサルビアに制定
- 2006年5月　鳥の繁殖や保護に取り組んでいる新潟県佐渡市、兵庫県豊岡市、鹿児島県出水市と周南市の首長が集い、いき物と人、共生の里を考える会議を開催
- 2006年6月　徳山駅周辺整備構想に基づき、徳山駅前広場整備基本計画を策定
- 2006年7月　地域社会の発展と人材の育成を目的に、徳山大学、徳山工業専門学校、周南市の三者で連携協力協定を締結
- 2006年11月 国民文化祭、やまぐち2006の5種目を周南市で開催
- 2007年3月　憩い、集い、遊びの融合をテーマに、子どもから高齢者や障害者まで幅広く利用出来る周南フレンドパークを整備